# Golem (Niki de Saint Phalle)

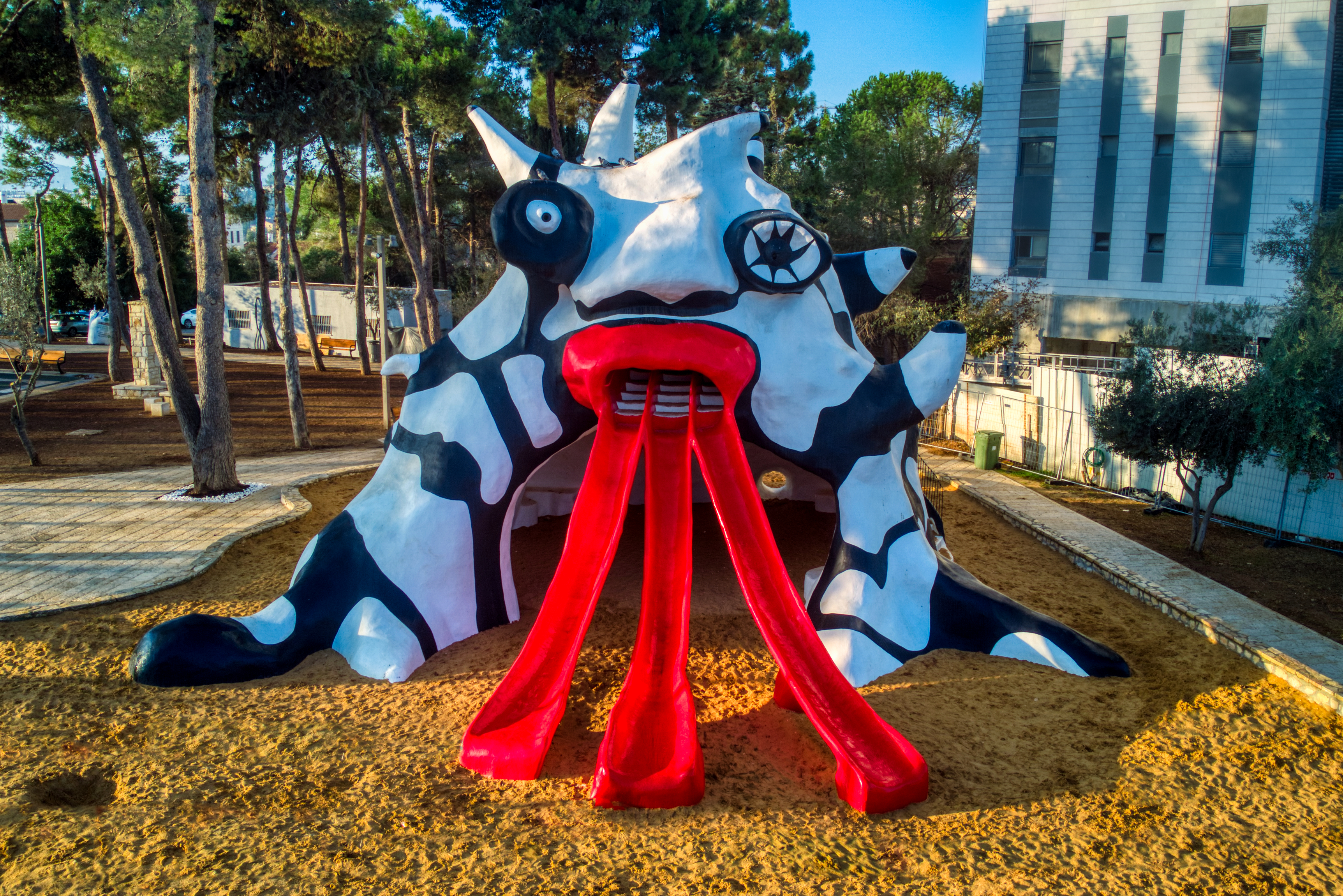
Der Golem, Frontalansicht, 2022.

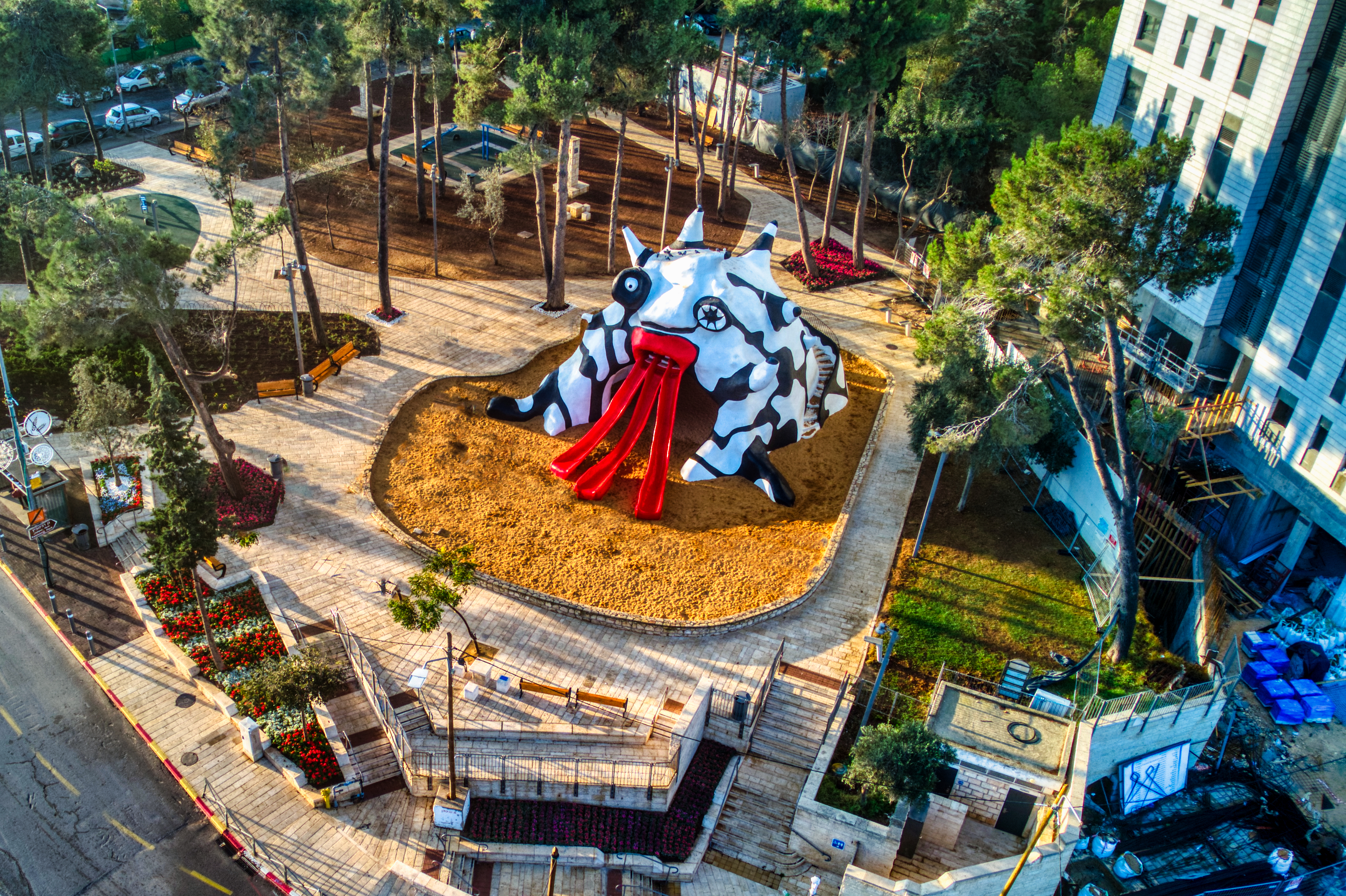
Der Golem, Blick von oben, 2022.

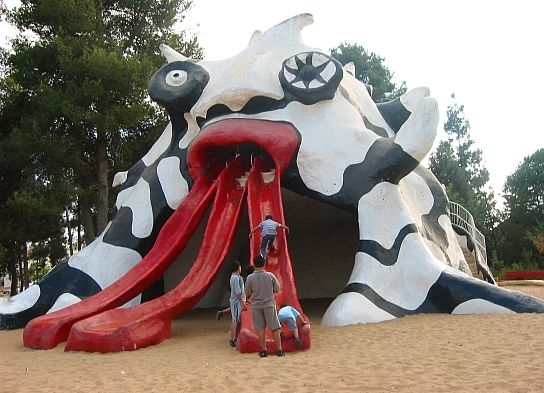
Der Golem, in Nutzung, 2007

Der Golem, umgangssprachlich Mifletzet (hebräisch für „Monster, Ungeheuer, Scheusal“) genannt, ist eine Monumentalskulptur auf einem Spielplatz in Westjerusalem. Erbaut wurde die Skulptur 1971–1972 von der Bildhauerin Niki de Saint Phalle.

## Aufbau und Geschichte
Die an den mittelalterlichen Golem erinnernde Skulptur befindet sich im öffentlich zugänglichen Rabinovitz-Park im Stadtviertel Kiryat Yovel. Sie besteht aus einem überdimensionierten Kopf mit drei roten Zungen, die als Rutschen dienen, deren oberes Ende über einen Treppenaufgang an der hinteren Seite der Skulptur erreichbar ist. Die Benutzer gehen die Stufen hinauf, durchqueren den Kopf und lassen sich über die Zungen hinunter in den großen Sandkasten gleiten, in dem die Skulptur steht.
Niki de Saint Phalle erhielt den Auftrag zur Errichtung der Skulptur vom damaligen Bürgermeister Teddy Kollek, der sich gegen den Widerstand besorgter Eltern und der städtischen Parkkommission durchsetzen musste. Als die Kommission das Projekt verwarf, bat Kollek sie, die Abstimmung zu wiederholen. In einem Interview mit der Los Angeles Times erklärte de Saint Phalle 1988, sie habe sich damals dafür eingesetzt, dass eine beängstigende Skulptur an einem sicheren Ort errichtet werde, damit Kinder lernten, ihre Ängste zu bezwingen. Bei den Bauarbeiten leistete ihr Ehemann, Jean Tinguely, technische Hilfe, unterstützt von Rico Weber und Paul Wiedmer. Diese von de Saint Phalle scherzhaft „All Stars Swiss Team“ genannte Künstlergruppe beteiligte sich später auch an der Errichtung des „Gartens des Tarock“ in der Toskana.
Im Jahr 2014 sollte die Golem-Skulptur versetzt werden, um Platz für eine Verlängerung der Straßenbahnlinie (Stadtbahn Jerusalem) zu schaffen. Dagegen erhob sich Protest, und es wurden Unterschriften von mehr als 3000 ablehnenden Bürgern bei der Stadtverwaltung eingereicht.

## Galerie

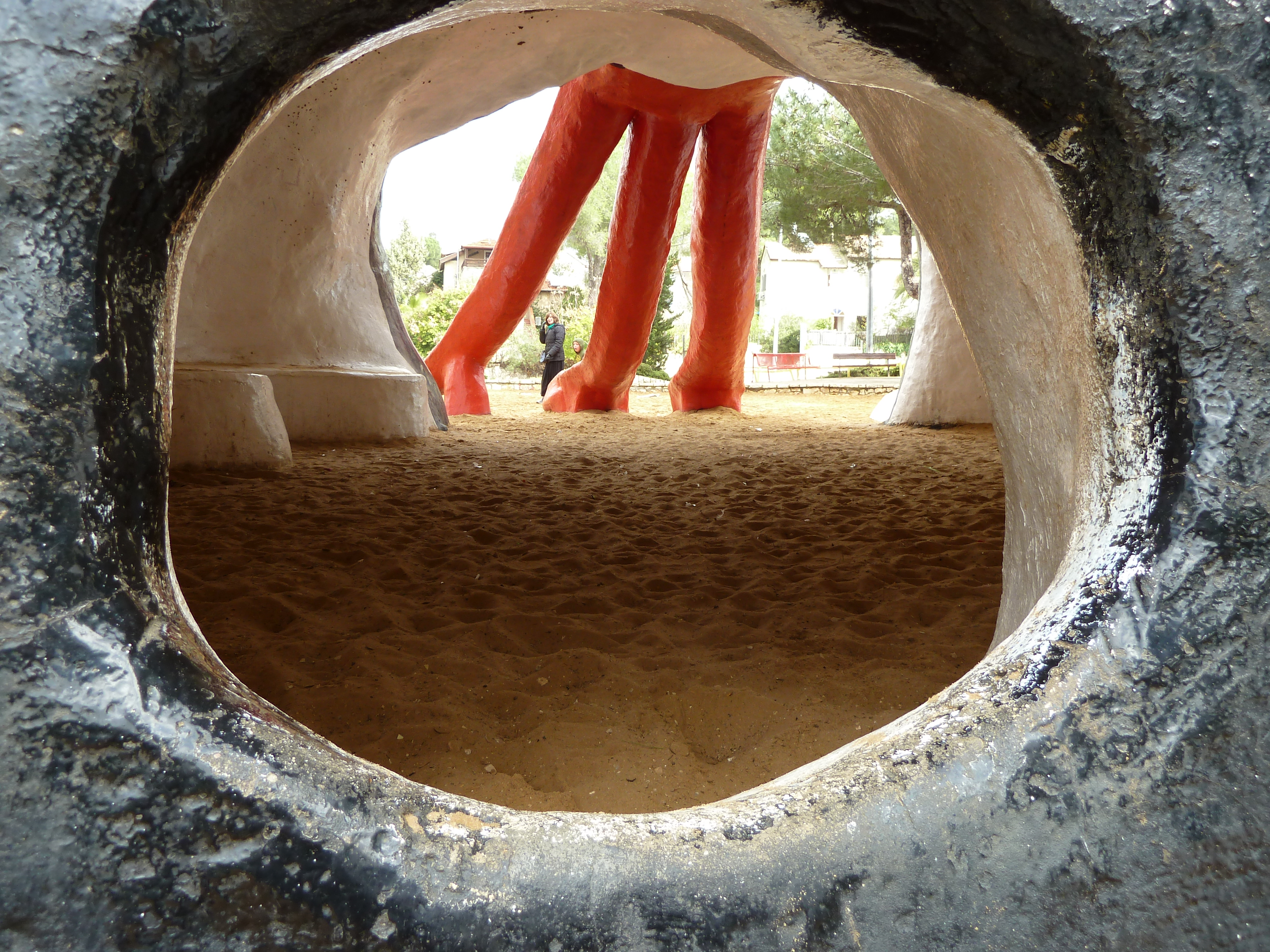
Der Golem, von hinten aufgenommen
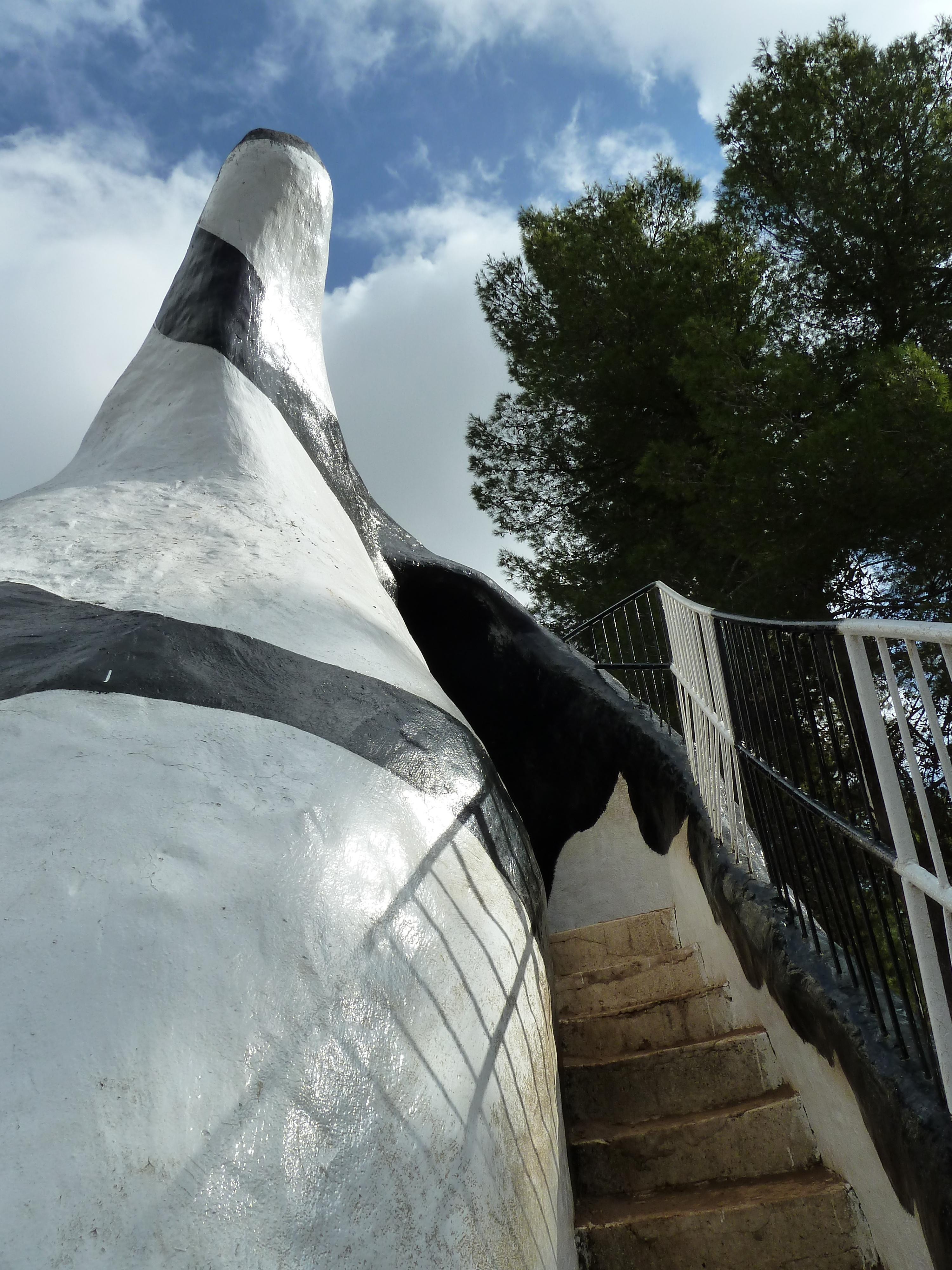
Aufstieg zu den Rutschbahnen